# Ontspanningszaal (Staverden)
De Ontspanningszaal is een monumentaal gebouw op het landgoed Staverden in de Gelderse gemeente Ermelo. Het gebouw ligt nabij een zandweg, de Allee, die naar kasteel Staverden loopt.

## Beschrijving
De ontspanningszaal op het landgoed Staverden was oorspronkelijk een barak die dienstdeed voor de opvang van gevluchte Belgische militairen tijdens de Eerste Wereldoorlog in het interneringskamp in Harderwijk. In 1921 kocht Herman Theodoor s'Jacob, zoon van de Rotterdamse oud-burgemeester ir. Frederik Bernard s'Jacob en eigenaar van het landgoed Staverden, de barak en liet die vertimmeren tot een ontspanningszaal op het landgoed.

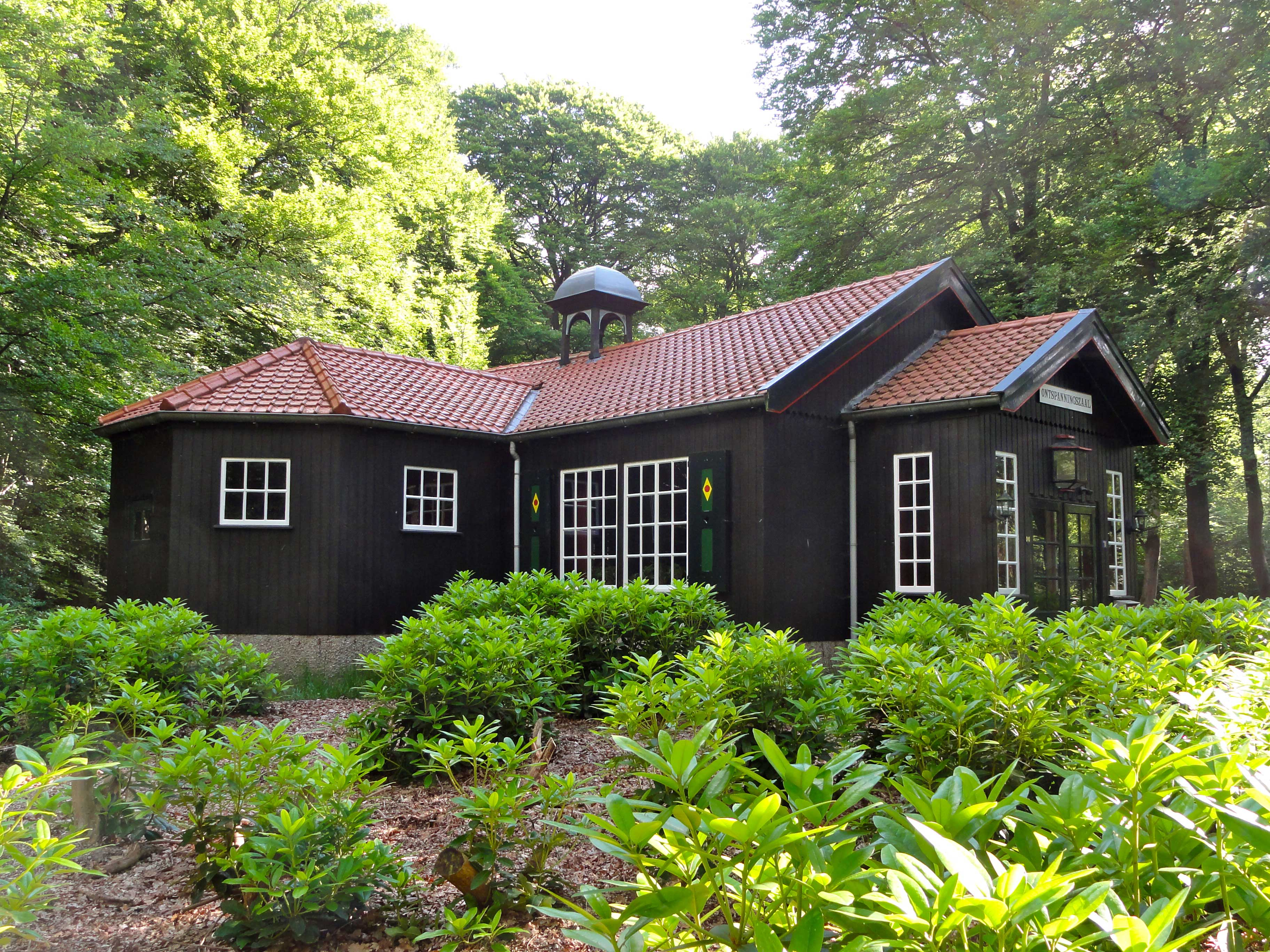
De zuidwestzijde van de Onstpanningszaal

Het gebouw werd door de Staverdense timmerman Gerard Plancius nabij het kasteel Staverden opgebouwd. Het gebouw werd opgetrokken op een kruisvormige plattegrond. Het hoofdgedeelte van het gebouw heeft een zadeldak, beide zijvleugels hebben schilddaken, die lager zijn dan het dak van het hoofdgedeelte. Ook het portiek heeft een lager zadeldak dan het hoofdgedeelte. Op de nok van het hoofdgedeelte staat een klokkenstoeltje, dat voorzien is van een luidklok. Opvallend zijn de raampartijen van het gebouw. Het portiek heeft vier tienruitsvensters, de zaal heeft vier grote zestienruitsvensters aan de voorzijde en twee ramen aan de achterzijde, de zijvleugels hebben elk vijf zesruitsvensters. De zestienruitsramen zijn voorzien van luiken met het beeldmerk van de huidige eigenaar, de stichting Het Geldersch Landschap. Aan de achtergevel bevindt zich een enkele deur. De entree bevindt zich in het portiek aan de voorzijde en is voorzien van een dubbele deur aan de buitenzijde en dubbele deur aan de zaalzijde. Boven de entree bevindt zich een lantaarn, die zorgt voor de verlichting van het portiek aan zowel de buiten- als aan de binnenzijde. Boven de lantaarn bevindt zich het naambord met de tekst "ONTSPANNINGSZAAL".
In het interieur zijn nog restanten te vinden van het oorspronkelijke behang, waarop pauwen zijn afgebeeld, als symbool van het landgoed Staverden. Een tegeltableau met de woorden "Hulde aan den Stichter van dit Gebouw/De bevolking/van Staverden/13 April 1921" herinnert aan s'Jacob.
Het gebouw deed dienst als recreatiezaal voor de bewoners van het landgoed Staverden. In de zaal bevond zich een theaterpodium dat gebruikt werd voor de diverse uitvoeringen. Naast kasteel Staverden stonden er op het landgoed twee boerderijen, de Stavohoeve en de modelboerderij de Frederik Bernard Hoeve, meerdere landarbeiderswoningen en het landhuis De Witte Pauwen.
Het gebouw is erkend als rijksmonument vanwege de architectuurhistorische, de stedenbouwkundige en de cultuurhistorische waarde. Het gebouw in deze vorm en in deze staat is, volgens de Rijksdienst voor het Cultureel Erfgoed, "een uniek object". Ook de karakteristieke ligging, de samenhang met de overige delen van het landgoed Staverden en het bewaard gebleven pauwenmotief speelden een rol bij de aanwijzing tot rijksmonument.